# Klaus Schmidt-Koenig
Klaus Schmidt-Koenig (* 21. Januar 1930 in Heidelberg; † 18. Februar 2009 in Oberkirch) war ein deutscher Ornithologe, Verhaltensforscher und Hochschullehrer.

## Leben
Nach dem Abitur in Heidelberg begann Schmidt-Koenig ein Studium der Chemie in München, wechselte dann aber zur Biologie nach Heidelberg. Dort wurde er 1958 promoviert. Von 1963 bis 1975 arbeitete er an der Universität Göttingen, 1975 folgte er dem Ruf an die Universität Tübingen. Dort leitete er bis zu seiner Pensionierung 1996 die Abteilung und den Lehrstuhl für Verhaltensphysiologie. Seit 1971 war er außerdem Professor of Zoology an der Duke University.

## Schriften
- Experimentelle Einflußnahme auf die 24-Stunden-Periodik bei Brieftauben und deren Auswirkungen unter besonderer Berücksichtigung des Heimfindevermögens. Parey, Berlin / Hamburg (1958), Seite 301–331. In: Zeitschrift für Tierpsychologie. Band 15 (1958), Heft 3 / Hochschulschrift Freiburg i. B., Naturwiss.-math. Fakultät, Dissertation vom 28. März 1958.
- Über die Entfernung als Parameter bei der Anfangsorientierung der Brieftaube. Göttingen 1965.
- Migration and homing in animals. Springer, Berlin / Heidelberg / New York 1975.
- Animal migration, navigation, and homing. Springer, Berlin / Heidelberg / New York 1978.
- Das Rätsel des Vogelzugs. Hoffmann und Campe, Hamburg 1980 /  Ullstein, Frankfurt/M. 1986, ISBN 3-548-34362-7.